# Palacio de Justicia de Pontevedra
El Palacio de Justicia de Pontevedra es un palacio judicial de la segunda mitad del siglo XX del arquitecto pontevedrés Robustiano Fernández Cochón y del arquitecto coruñés Germán Álvarez de Sotomayor situado en el centro de la ciudad española de Pontevedra. Localizado en la calle Rosalía de Castro de la capital, es sede de la Audiencia Provincial de Pontevedra, máximo órgano judicial de la provincia de Pontevedra. 

## Historia
En el solar que ocupa el actual Palacio de Justicia de Pontevedra, el arquitecto municipal José García Limeses proyectó en 1850 la nueva cárcel de la ciudad que sustituyó a la demolida cárcel histórica que se encontraba junto al puente del Burgo.
Un siglo después, tras la demolición del edificio de esta nueva cárcel de la ciudad, el ayuntamiento de Pontevedra cedió en 1948 el solar que ocupó la misma para construir el nuevo Palacio de Justicia de Pontevedra. En 1954 la Diputación de Pontevedra aportó un millón de pesetas para su construcción.
El nuevo Palacio de Justicia de Pontevedra, sede de la Audiencia Provincial de Pontevedra, fue inaugurado el 17 de septiembre de 1956 en la calle Rosalía de Castro por el ministro de Justicia de la época, Antonio Iturmendi.
En la década de 1990 se realizó una ampliación en el piso superior de la parte trasera para nuevos usos administrativos, caracterizada por una estructura metálica revestida con paneles de color verde.

## Descripción
El Palacio de Justicia de Pontevedra, situado en el centro de la ciudad en la calle Rosalía de Castro es obra de los arquitectos gallegos Robustiano Fernández Cochón y Germán Álvarez de Sotomayor y Castro. Se ubica en una calle peatonal, con un espacio frontal que permite la circulación fluida de personas. El edificio tiene planta rectangular, cuatro pisos y semisótano. Es un ejemplo de arquitectura institucional de mediados de siglo XX, caracterizada por su simetría, sobriedad y la incorporación de elementos ornamentales que resaltan la función pública y oficial del edificio. 
Se trata de un edificio exento. Presenta una fachada simétrica: La disposición de las ventanas y puertas sigue un orden regular y armónico, con una marcada horizontalidad. La fachada combina piedra granítica en los zócalos y esquinas con un acabado más liso en el resto del muro, lo que le otorga robustez y elegancia. La planta baja está rodeada de almohadillado y en las plantas segunda y tercera, las fachadas oeste y este están enlucidas con mortero de cal alrededor de todas las ventanas y puertas balconeras de la fachada de entrada, enmarcadas por molduras de piedra. Sobre la puerta principal de entrada, se ubica un pequeño balcón con una barandilla de hierro forjado sobre el que se encuentra un frontón curvo decorativo debajo de una ventana central en el segundo nivel con otro frontón curvo con diseño ornamentado, que incluye molduras y un relieve con un motivo clásico circular. En la parte superior sobresale la cornisa. El estilo sobrio y austero del edificio refleja la estabilidad y autoridad de su función. 
La fachada trasera, que se abre a la plaza peatonal ajardinada de la Libertad, carece de accesos monumentales pero presenta entradas secundarias que facilitan la circulación interna del edificio. La ampliación contemporánea en el piso superior de esta parte trasera, compuesta por una estructura metálica revestida con paneles de color verde, está retranqueada respecto a la fachada original, respetando la volumetría histórica sin invadir visualmente la percepción del edificio clásico.
El Palacio de Justicia de Pontevedra es sede de la Audiencia Provincial de Pontevedra, el órgano judicial superior de la provincia de Pontevedra y alberga la Presidencia de la Audiencia y sus Secciones Primera, Segunda, Tercera y Cuarta, dedicadas a la resolución de asuntos civiles y penales. Los demás órganos judiciales de Pontevedra se ubican en los dos edificios de Juzgados de la Ciudad de la Justicia de Pontevedra, en el barrio de A Parda, en el este de la ciudad.

## Galería de imágenes

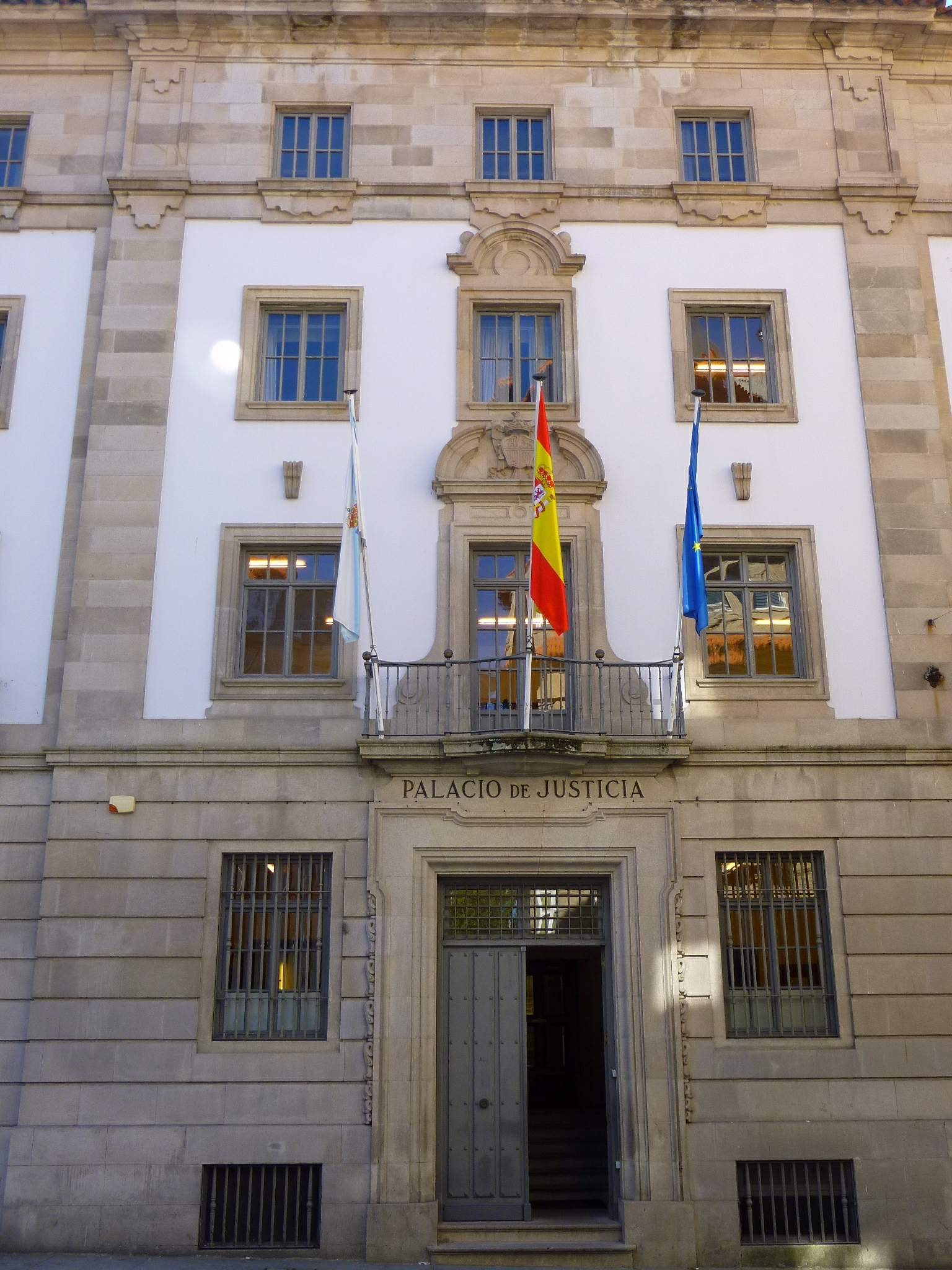
Entrada en la parte central de la fachada.
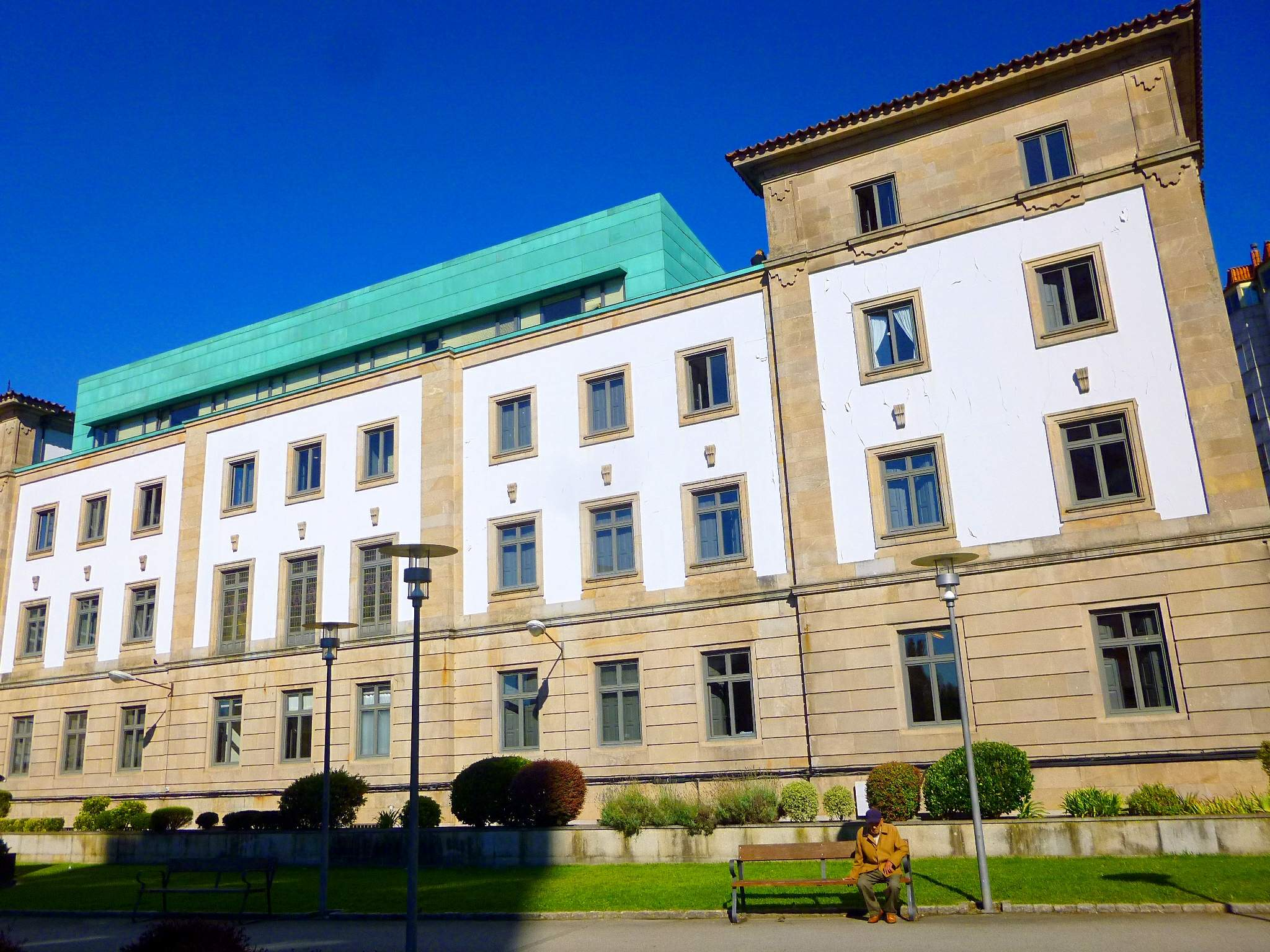
Fachada trasera del Palacio de Justicia.
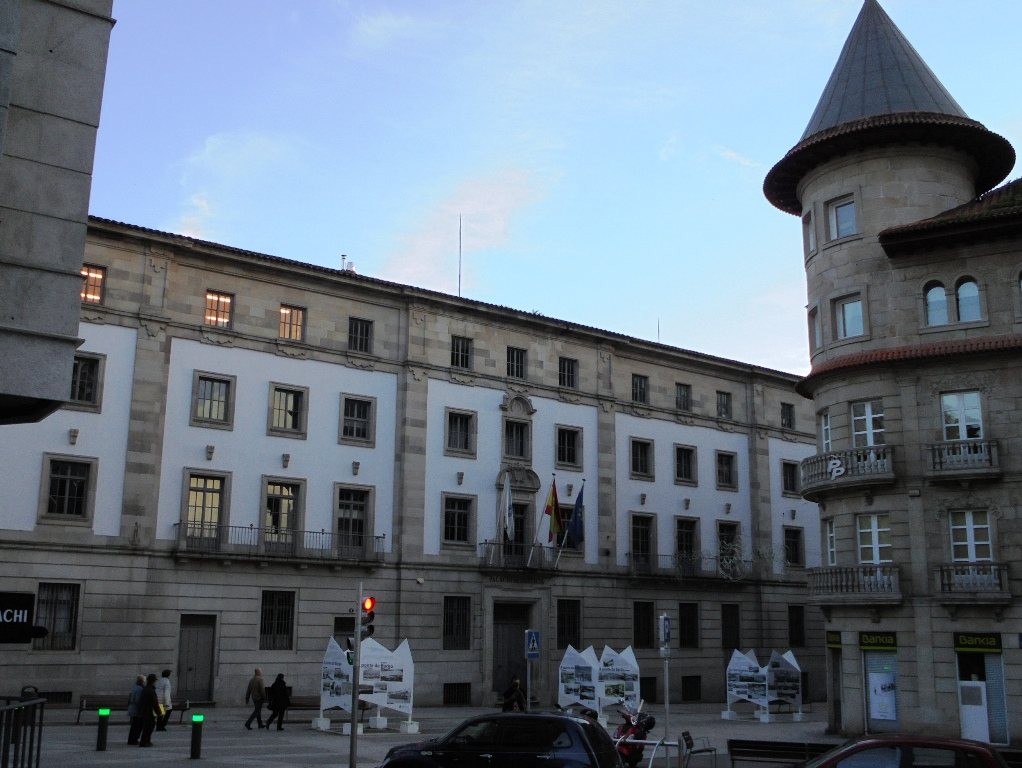
Fachada principal.